# Strontium-88
Strontium-88 of 88Sr is een stabiele isotoop van strontium, een aardalkalimetaal. Het is een van de vier stabiele isotopen van het element, naast strontium-84, strontium-86 en strontium-87. De abundantie op Aarde bedraagt 82,58%.
Strontium-88 ontstaat onder meer bij het radioactief verval van rubidium-88 en yttrium-88.
73Sr · 74Sr · 75Sr · 76Sr · 77Sr · 78Sr · 79Sr · 80Sr · 81Sr · 82Sr · 83Sr · 83mSr · 84Sr · 85Sr · 85mSr · 86Sr · 86mSr · 87Sr · 87mSr · 88Sr · 89Sr · 90Sr · 91Sr · 92Sr · 93Sr · 94Sr · 95Sr · 96Sr · 97Sr · 97m1Sr · 97m2Sr · 98Sr · 99Sr · 100Sr · 101Sr · 102Sr · 103Sr · 104Sr · 105Sr · 106Sr · 107Sr